# Epyris breviclypeatus
Epyris breviclypeatus  (лат.) — вид мелких ос рода Epyris из семейства Bethylidae. Юго-Восточная Азия: Южная Корея.

## Описание
Мелкие бетилоидные осы чёрного цвета, длина около 6 мм. Отличается от близких видов (Epyris fujianensis Xu, He et Ma 2003) относительно крупными размерами, субпараллельными боковыми сторонами головы (её длина слега больше ширины), сдвинутыми вперёд увеличенными местами прикрепления усиков, гладкой переднеспинкой (скутеллярными ямками отделёнными друг от друга более чем на 1,8 × максимального их диаметра); сложные глаза с короткими щетинками; жвалы с 1 апикальным зубцом; длина проподеального диска равна 0,7 своей ширины. Нижнечелюстные щупики состоят из 6, а нижнегубные — из 3 члеников (формула щупиков: 6,3). Усики самок и самцов 13-члениковые. Боковые доли клипеуса редуцированы, передний край наличника выступающий. Предположительно, как и другие виды своего рода паразитоиды личинок насекомых, в основном, почвенных жуков чернотелок Tenebrionidae.
Вид был впервые описан в 2011 году корейскими гименоптерологами Jongok Lim (Division of Forest Biodiversity, Korea National Arboretum, Пхочхон, Кёнгидо, Южная Корея) и Seunghwan Lee (Research Institute for Agriculture and Life Sciences, College of Agriculture and Life Sciences, Yeungnam University, Daehak, Gwanak, Сеул, Южная Корея).